# 히가시오토촌
히가시오토촌(東大戸村)은 지바현 가토리군에 존재했던 촌이다. 

## 지리
- 현재의 가토리시, 구 사와라시의 북서부에 위치한다.
- 촌 지역은 고원과 평지가 뒤섞인 골짜기가 많은 지형이다.
- 촌내에는 도네강이 흐르고 있다.

## 역사
- 1889년 4월 1일 - 정촌제 시행에 수반해 가토리군 히가시오토촌이 성립하였다.
- 1899년 4월 1일 - 모토신시마촌의 일부가 합병해 새로운 히가시오토촌이 신설하였다.
- 1951년 3월 15일 - 사와라정, 가토리정, 가사이촌과 합병해 사와라시를 신설해 동일 히가시오토촌은 폐지되었다.

## 인구
| 1891년 | 2,769 |
| 1903년 | 3,928 |
| 1920년 | 3,640 |
| 1930년 | 3,759 |
| 1940년 | 3,970 |
| 1951년 | 5,072 |

## 교통

### 철도
- 일본국유철도( → 동일본 여객철도)
  - 나리타선

## 참고문헌
- 角川日本地名大辞典編纂委員会『角川日本地名大辞典 8 茨城県』、角川書店、1983年 ISBN 4040010809
- 角川日本地名大辞典編纂委員会『角川日本地名大辞典 12 千葉県』、角川書店、1984年 ISBN 4040011201